# سرگئی بلیایف
سرگئی بلیایف (انگلیسی: Sergey Belyayev; ۸ مهٔ ۱۹۶۰ – ۶ سپتامبر ۲۰۲۰) تیرانداز اهل اتحاد جماهیر شوروی سوسیالیستی بود.